# Мапа думок

Приклад мапи думок, зробленої за допомогою програми FreeMind

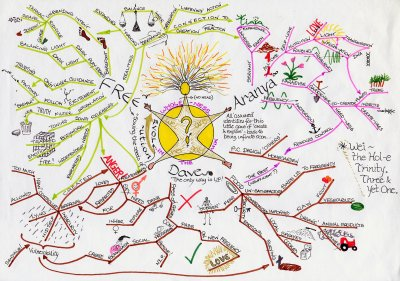
Мапа думок, намальована вручну.

Ма́па думо́к або ма́па па́м'яті (ро́зуму), асоціати́вна ка́рта (англ. Mind map, пол. Mapa myśli) — діаграма на якій відображають слова, ідеї, завдання, або інші елементи, розташовані радіально навколо основного слова або ідеї. Використовуються для генерування, відображення, структурування та класифікації ідей, і як допоміжний засіб під час навчання, організації, розв'язання проблем, прийняття рішень, та написання документів.
Ця діаграма становить собою деревоподібну структуру (також з можливими зв'язками між гілками) і подає семантичні або інші зв'язки між фрагментами інформації. Завдяки поданню цих зв'язків в радіальній, нелінійній формі, вона сприяє підходу в стилі мозкового штурму до будь-якого організаційного завдання, усуваючи необхідність створення детальної концептуальної системи перед початком роботи.
Мапи розуму подібні до семантичних мереж або когнітивних мап, але без формальних обмежень на типи можливих зв'язків.
Елементи розташовуються в інтуїтивному порядку, відповідно до їхньої важливості та організовуються в групи, гілки, або окремі площини. Узагальнене графічне представлення семантичної структури інформації під час отримання знань може допомагати пригадувати вже отримані знання.

## Робота з мапами думок

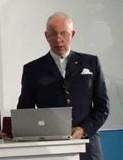
Одним із перших застосування інтелект-мап запропонував Тоні Бюзен.

Основна, центральна тема чи мета розташовується посередині мапи думок. Вона формулюється якнайточніше, та/або представляється у вигляді зображення. Назовні відходять розгалуження до різних найголовніших підрозділів від яких, в свою чергу, відходять розгалуження до інших під-підрозділів, які представляють відповідну інформацію. В кінцевих розгалуженнях (листі) наводяться ключові слова. Під час укладання мапи розуму, можна застосовувати кольори, зображення тощо, задля полегшення роботи мозку під час аналізу мапи розуму.
З формальної точки зору, мапи розуму складаються з діаграм дерев (разом із пов'язаними примітками). Якщо поняття мають між собою складні зв'язки, такі мапи вже є мапами концепцій (англ. Concept Map), семантичними мережами або онтологіями. До всіх цих різновидів мапи розуму мають сильні зв'язки. Однак, онтології, на противагу мапам розуму, мають визначену семантику, тобто, описані у вигляді вершин та ребер зв'язки між поняттями мають визначене значення.

## Застосування мап думок
Мапи розуму знаходять різне застосування.

### Збирання ідей та мозковий штурм
Мапи думок добре підходять для збирання ідей та мозкового штурму, оскільки кожне ключове слово може мати асоціації з іншими. Завдяки таким асоціаціям можна створювати великі та розгалужені мапи розуму. На відміну від звичайного мозкового штурму, під час якого отримується множина невпорядкованих ідей, які згодом впорядковуються, застосування мап розуму сприяє утворенню мережевих структур від самого початку. Мапи думок можуть також бути документацією результатів мозкового штурму.

### Структура текстів
Мапи розуму можна застосовувати, для охоплення структури великих (або складних) текстів, оскільки вони дозволяють явно відмічати найголовніші елементи в тексті, але, завдяки докладним розгалуженням не втрачають зміст.

### Протоколи
Зміст телефонних розмов, перемовин, угод, інтерв'ю може бути задокументований мапами думок. Часові дані можуть, при цьому, наприклад, бути зображені у вигляді годинників.

### Навчання, викладання
- Мапи думок привертають увагу аудиторії, тим самим роблячи її більш сприйнятливою і готовою до співпраці.
- Роблять заняття і презентації більш органічними, такими, що приносять радість як вчителеві, так і учням.
- Лекційний матеріал на основі мап думок є гнучким, його легко пристосовувати до умов, що змінюються. У наш час стрімких змін і розвитку всіх сфер життя викладач повинен легко і без значних витрат часу вносити корективи до своїх лекцій.
- Оскільки мапи думок ілюструють лише інформацію, що безпосередньо стосується предмета лекції, учні краще засвоюють матеріал.
- На відміну від лінійного тексту, мапи думок не тільки зберігають факти, але і демонструють взаємозв'язки між ними, тим самим забезпечуючи глибше розуміння предмета учнями.
- Фізичний об'єм лекційного матеріалу викладача значно зменшується.

### Управління знаннями
Використання мап думок для управління знаннями є можливим, оскільки мапи розуму можуть докладно представляти знання завдяки глибоким відгалуженням. Також, ПЗ для роботи з мапами думок дозволяє прив'язувати електронні документи, зображення, тощо до вершин дерева. Графічне зображення загальної структури мапи сприяє полегшенню доступу до інформації.

## Вебсервіси
- Bubbl.us — інтернет-сервіс спільного створення мап думок.
- Comapping [1] — Веб 2.0 додаток для побудови мап думок, підтримує автоматичну розкладку і спільне редагування.
- FreeMind
- Gliffy — онлайн-програма для створення всіляких схем, діаграм (напр. BPMN, UML, UI Design, Venn diagrams, SWOT), графіків, планів приміщень і т. д.
- coggle
- LucidChart — онлайн-програма для створення мап думок та інших діаграм (блоксхем, організаційних діаграм, шаблонів вебсайтів, UML-діаграм, прототипів програмного забезпечення та багатьох інших типів діаграм).
- MAPMYself [2] — також відомий як Mapul — інтернет-сервіс для створення мап думок, намальованих від руки, побудований на SilverLight.
- Mind42 — простий, без особливих надмірностей, але дуже акуратно зроблений сервіс, за допомогою якого користувач може створювати мапи думок.
- MindMup[3]
- MindMeister — Веб 2.0 додаток для побудови мап думок, підтримує експорт в pdf, FreeMind (. Mm), MindManager 6 (. mmap), а також у документ. rtf або у вигляді зображення (. jpg,. gif,. png)
- Mindomo[4] — програмне забезпечення створення мап думок за допомогою Інтернету
- Spinscape[5] — потужний вебдодаток для створення мап думок. Має власний формат. Smap, а також підтримує імпорт з MindManager / Excel / CSV / HTML і експорт в Mindmanager / PDF / HTML / Word. Має дуже багато корисних функцій: спільне редагування в реальному часі; індивідуальне налаштування доступу до мапи і окремих її частин; режим презентації (за аналогією з GoToMeeting), можливість вбудовувати YouTube-відео через HTML-розмітку ролика; різні концепції зображення; вставка мапи (або її презентації) на вебресурсі прямим посиланням або через <embed>-код; імпорт до мапи даних з плагінів відомих вебсервісів (Google, Wikipedia); можливість завантажувати свої плагіни; чат і багато іншого.
- SpiderScribe — онлайн-програма для створення мап думок і проведення мозкових штурмів.
- Text2MindMap[6] — перетворює текстовий список у мапу думок, яку можна зберегти як JPEG-файл.
- VivaMind[7] — інтернет-сервіс для створення і публікації мап думок. Ключова особливість сервісу — дозволяє створити презентацію усередині вузла — асоціювати текст, відео, мапинки з будь-яким вузлом.
- XMind — інтернет-сервіс публікації мап думок.
- WiseMapping[8]